# Chłopiec z Andromedy
Chłopiec z Andromedy (ang. The Boy from Andromeda, niem. Der Junge von Andromeda, fiń. Poika Andromedasta, ros. Мальчик с Андромэды) – serial fantastyczno-familijny dla młodzieży.

## Fabuła
Spędzając wakacje niedaleko wulkanu Tarawera, Jenny znajduje dziwny fragment metalu – część tajemniczego „ognistego klucza”. Dotykając go, budzi kogoś, kto był od setek lat pogrążony we śnie. Wtedy również odkrywa że Tessa i Lloyd, dwoje miejscowych nastolatków posiada własne kawałki klucza. Gdy wszystkie trzy części zostaną połączone razem, trio naszych bohaterów wciągnie przerażający wir wydarzeń...

## Obsada aktorska
- Katrina Hobbs – Jenny
- Jane Creswell – Drom
- Fiona Kay – Tessa
- Anthony Samuels – Lloyd
- Heather Bolton – Shirley
- Paul Gittins – Ralph
- Andy Anderson – Tosh
- Brian McNeill – Dory
- Alex Van Dam – Hec
- Dale Corlett – Lysey
- Grant McFarkane – Rewi
- Brian Carbee – Guardian
- John Watson – głos Droma
- Eugene Fraser – głos Guardiana